# 梁鲔
梁鲔（？—107年4月8日），字伯元，河东郡平阳县（今山西省临汾市西南）人，东汉时期人物。
梁鲔年轻时通儒学，为同乡称道。历任光祿勳。汉殇帝延平元年（106年）正月廿五，梁鲔代徐防为司徒。汉安帝永初元年（107年）二月廿八，梁鲔在司徒任上去世，鲁恭继任。